# Valentin Mihăilă
Valentin Mihai Mihăilă (* 2. Februar 2000 in Târgoviște) ist ein rumänischer Fußballspieler, der seit Oktober 2020 beim italienischen Erstligisten Parma Calcio unter Vertrag steht und an Atalanta Bergamo ausgeliehen ist. Der Flügelspieler ist seit März 2021 rumänischer Nationalspieler.

## Karriere

### Verein
Valentin Mihăilă stammt aus der Nachwuchsabteilung des CS Universitatea Craiova, in welche er im Jahr 2015 von Viitorul Știința Craiova wechselte. Am 24. Oktober 2017 debütierte er beim 2:0-Auswärtssieg gegen den Sepsi OSK Sfântu Gheorghe im Cupa României in der ersten Mannschaft, als er in der Schlussphase für Vladimir Screciu eingewechselt wurde. In dieser Saison 2017/18 stand er außerdem bei drei Ligaspielen im Spieltagskader, wurde aber nie berücksichtigt.
In der höchsten rumänischen Spielklasse debütierte er am 29. Juli 2018 (2. Spieltag) bei der 0:1-Auswärtsniederlage gegen den Sepsi OSK Sfântu Gheorghe. Bereits am nächsten Spieltag konnte er beim 2:2-Unentschieden gegen den FC Botoșani beide Treffer seiner Mannschaft vorbereiten. Im Verlauf dieser Spielzeit 2018/19 schaffte er den Durchbruch in die Startformation. Am 19. April 2019 (6. Spieltag der Meisterrunde) erzielte er beim 1:0-Auswärtssieg gegen Astra Giurgiu sein erstes Tor für die Universitatea Craiova. Die Saison beendete der Flügelspieler mit einem Tor in 29 Ligaeinsätzen. In der nächsten Spielzeit 2019/20 verbesserte er sich wesentlich und kam in 28 Ligaeinsätzen auf sieben Tore und sechs Vorlagen.
Am 5. Oktober 2020 wechselte Mihăilă zum italienischen Erstligisten Parma Calcio, wo er einen Fünfjahresvertrag unterzeichnete. Anfang 2022 wurde er bis Saisonende an Atalanta Bergamo ausgeliehen.

### Nationalmannschaft
Mihăilă bestritt von August 2017 bis Februar 2018 fünf freundschaftliche Länderspiele für die rumänische U18-Nationalmannschaft. In sechs Einsätzen für die U19 erzielte er von Oktober 2018 bis März 2019 sechs Treffer.
Zwischen Oktober 2019 und September 2020 war er rumänischer U21-Nationalspieler. Am 14. November 2019 erzielte er beim 4:1-Heimsieg gegen Finnland in der Qualifikation zur U21-Europameisterschaft alle vier Treffer, wobei einer später dem Finnen Juho Hyvärinen als Eigentor zugerechnet wurde. Im März 2021 kam er erstmals für die A-Nationalmannschaft zum Einsatz.

## Erfolge
CS Universitatea Craiova
- Rumänischer Pokalsieger: 2017/18

Parma Calcio
- Italienischer Serie-B-Meister: 2023/24